# Olympische Winterspiele 1976/Eisschnelllauf
Bei den XII. Olympischen Winterspielen 1976 in Innsbruck fanden neun Wettbewerbe im Eisschnelllauf statt. Austragungsort war das Olympia Eisstadion Innsbruck. Neu auf dem Programm stand der 1000-Meter-Lauf der Männer.

## Bilanz

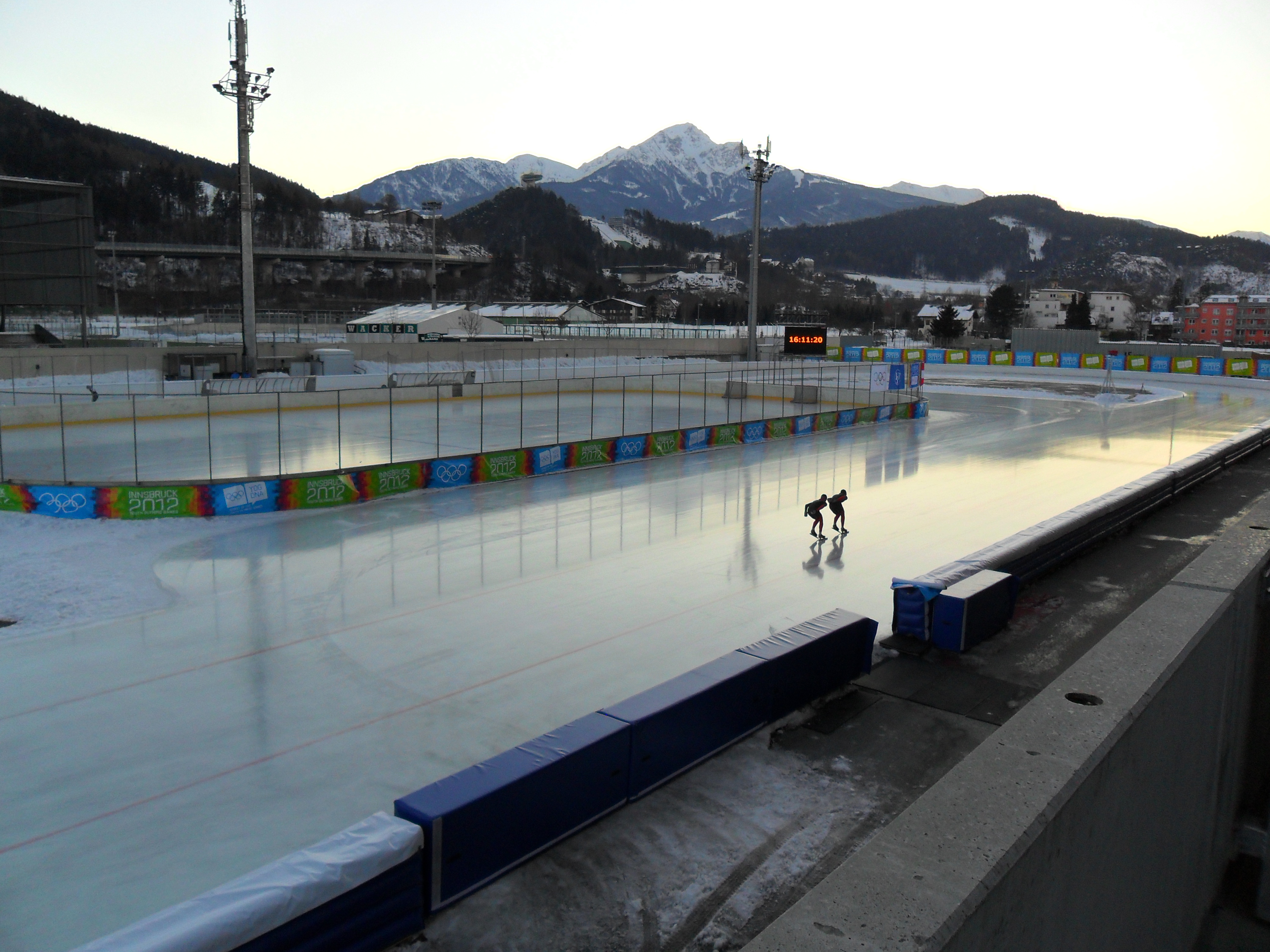
Das Olympia-Eisstadion im Januar 2012

### Medaillenspiegel
| Platz | Land               | Gold | Silber | Bronze | Gesamt |
| ----- | ------------------ | ---- | ------ | ------ | ------ |
| 1     | Sowjetunion        | 4    | 2      | 3      | 9      |
| 2     | Vereinigte Staaten | 2    | 2      | 2      | 6      |
| 3     | Norwegen           | 2    | 2      | 1      | 5      |
| 4     | Niederlande        | 1    | 1      | 3      | 5      |
| 5     | DDR                | –    | 1      | –      | 1      |
| 5     | Kanada             | –    | 1      | –      | 1      |

### Medaillengewinner
| Konkurrenz | Gold              | Silber         | Bronze          |
| ---------- | ----------------- | -------------- | --------------- |
| 500 m      | Jewgeni Kulikow   | Waleri Muratow | Dan Immerfall   |
| 1000 m     | Peter Mueller     | Jørn Didriksen | Waleri Muratow  |
| 1500 m     | Jan Egil Storholt | Juri Kondakow  | Hans van Helden |
| 5000 m     | Sten Stensen      | Piet Kleine    | Hans van Helden |
| 10.000 m   | Piet Kleine       | Sten Stensen   | Hans van Helden |

| Konkurrenz | Gold               | Silber              | Bronze              |
| ---------- | ------------------ | ------------------- | ------------------- |
| 500 m      | Sheila Young       | Cathy Priestner     | Tatjana Awerina     |
| 1000 m     | Tatjana Awerina    | Leah Poulos         | Sheila Young        |
| 1500 m     | Galina Stepanskaja | Sheila Young        | Tatjana Awerina     |
| 3000 m     | Tatjana Awerina    | Andrea Mitscherlich | Lisbeth Korsmo-Berg |

## Ergebnisse Männer

### 500 m
| Platz | Land | Sportler          | Zeit (s)   |
| ----- | ---- | ----------------- | ---------- |
| 1     | URS  | Jewgeni Kulikow   | 39,17 (OR) |
| 2     | URS  | Waleri Muratow    | 39,25      |
| 3     | USA  | Dan Immerfall     | 39,54      |
| 4     | SWE  | Mats Wallberg     | 39,56      |
| 5     | USA  | Peter Mueller     | 39,57      |
| 6     | NED  | Jan Bazen         | 39,78      |
| 6     | NOR  | Arnulf Sunde      | 39,78      |
| 8     | URS  | Andrei Malikow    | 39,85      |
| 9     | SWE  | Oloph Granath     | 39,93      |
| 10    | USA  | Jim Chapin        | 40,09      |
|       |      |                   |            |
| 24    | GDR  | Harald Oehme      | 41,54      |
| 26    | AUT  | Berend Schabus    | 42,33      |
| 27    | AUT  | Heinz Steinberger | 43,28      |

Datum: 10. Februar 1976, 10:15 Uhr 

29 Teilnehmer aus 16 Ländern, 28 in der Wertung.

### 1000 m
| Platz | Land | Sportler           | Zeit (min)   |
| ----- | ---- | ------------------ | ------------ |
| 1     | USA  | Peter Mueller      | 1:19,32 (OR) |
| 2     | NOR  | Jørn Didriksen     | 1:20,45      |
| 3     | URS  | Waleri Muratow     | 1:20,57      |
| 4     | URS  | Alexander Safronow | 1:20,84      |
| 5     | NED  | Hans van Helden    | 1:20,85      |
| 6     | CAN  | Gaétan Boucher     | 1:21,23      |
| 7     | SWE  | Mats Wallberg      | 1:21,27      |
| 8     | FIN  | Pertti Niittylä    | 1:21,43      |
| 9     | FRG  | Horst Freese       | 1:21,48      |
| 10    | GDR  | Klaus Wunderlich   | 1:21,67      |
|       |      |                    |              |
| 20    | GDR  | Harald Oehme       | 1:23,88      |
| 25    | AUT  | Berend Schabus     | 1:26,55      |

Datum: 12. Februar 1976, 09:45 Uhr 

31 Teilnehmer aus 16 Ländern, alle in der Wertung.

### 1500 m
| Platz | Land | Sportler          | Zeit (min)   |
| ----- | ---- | ----------------- | ------------ |
| 1     | NOR  | Jan Egil Storholt | 1:59,38 (OR) |
| 2     | URS  | Juri Kondakow     | 1:59,97      |
| 3     | NED  | Hans van Helden   | 2:00,87      |
| 4     | URS  | Sergei Rjabew     | 2:02,15      |
| 5     | USA  | Dan Carroll       | 2:02,26      |
| 6     | NED  | Piet Kleine       | 2:02,28      |
| 7     | USA  | Eric Heiden       | 2:02,40      |
| 8     | AUS  | Colin Coates      | 2:03,34      |
| 9     | GDR  | Klaus Wunderlich  | 2:03,41      |
| 10    | FIN  | Olavi Köppä       | 2:03,69      |
|       |      |                   |              |
| 12    | FRG  | Herbert Schwarz   | 2:03,76      |
| 26    | AUT  | Ludwig Kronfuß    | 2:11,17      |
| 27    | SUI  | Franz Krienbühl   | 2:12,52      |
| 29    | AUT  | Berend Schabus    | 2:15,41      |

Datum: 13. Februar 1976, 09:45 Uhr 

30 Teilnehmer aus 18 Ländern, alle in der Wertung.

### 5000 m
| Platz | Land | Sportler          | Zeit (min) |
| ----- | ---- | ----------------- | ---------- |
| 1     | NOR  | Sten Stensen      | 7:24,28    |
| 2     | NED  | Piet Kleine       | 7:26,47    |
| 3     | NED  | Hans van Helden   | 7:26,54    |
| 4     | URS  | Wiktor Warlamow   | 7:30,97    |
| 5     | GDR  | Klaus Wunderlich  | 7:33,82    |
| 6     | USA  | Dan Carroll       | 7:36,46    |
| 7     | URS  | Wladimir Iwanow   | 7:37,73    |
| 8     | SWE  | Örjan Sandler     | 7:39,69    |
| 9     | NOR  | Jan Egil Storholt | 7:40,60    |
| 10    | AUS  | Colin Coates      | 7:41,96    |
|       |      |                   |            |
| 15    | FRG  | Herbert Schwarz   | 7:40,60    |
| 17    | SUI  | Franz Krienbühl   | 7:53,11    |
| 18    | GDR  | Manfred Winter    | 7:58,28    |
| 27    | AUT  | Ludwig Kronfuß    | 8:19,72    |
| 29    | AUT  | Hubert Gundolf    | 8:29,34    |

Datum: 11. Februar 1976, 09:20 Uhr 

31 Teilnehmer aus 17 Ländern, alle in der Wertung.

### 10.000 m
| Platz | Land | Sportler        | Zeit (min)    |
| ----- | ---- | --------------- | ------------- |
| 1     | NED  | Piet Kleine     | 14:50,59 (OR) |
| 2     | NOR  | Sten Stensen    | 14:53,30      |
| 3     | NED  | Hans van Helden | 15:02,02      |
| 4     | URS  | Wiktor Warlamow | 15:06,06      |
| 5     | SWE  | Örjan Sandler   | 15:16,21      |
| 6     | AUS  | Colin Coates    | 15:16,80      |
| 7     | USA  | Dan Carroll     | 15:19,29      |
| 8     | SUI  | Franz Krienbühl | 15:36,43      |
| 9     | FIN  | Olavi Köppä     | 15:39,73      |
| 10    | NOR  | Amund Sjøbrend  | 15:43,29      |
|       |      |                 |               |
| 20    | AUT  | Hubert Gundolf  | 17:52,43      |

Datum: 14. Februar 1976, 08:50 Uhr 

20 Teilnehmer aus 12 Ländern, alle in der Wertung.

## Ergebnisse Frauen

### 500 m
| Platz | Land | Sportlerin           | Zeit (s)   |
| ----- | ---- | -------------------- | ---------- |
| 1     | USA  | Sheila Young         | 42,76 (OR) |
| 2     | CAN  | Cathy Priestner      | 43,12      |
| 3     | URS  | Tatjana Awerina      | 43,17      |
| 4     | USA  | Leah Poulos          | 43,21      |
| 5     | URS  | Wera Krasnowa        | 43,23      |
| 6     | URS  | Ljubow Sadtschikowa  | 43,80      |
| 7     | JPN  | Makiko Nagaya        | 43,88      |
| 8     | FIN  | Paula-Irmeli Halonen | 43,99      |
| 9     | USA  | Lori Monk            | 44,00      |
| 10    | GDR  | Heike Lange          | 44,21      |
|       |      |                      |            |
| 12    | FRG  | Monika Pflug         | 44,36      |
| 15    | GDR  | Ines Bautzmann       | 44,87      |
| 20    | GDR  | Ute Dix              | 45,60      |

Datum: 6. Februar 1976, 10:40 Uhr 

27 Teilnehmerinnen aus 13 Ländern, alle in der Wertung.

### 1000 m
| Platz | Land | Sportlerin           | Zeit (min)   |
| ----- | ---- | -------------------- | ------------ |
| 1     | URS  | Tatjana Awerina      | 1:28,43 (OR) |
| 2     | USA  | Leah Poulos          | 1:28,57      |
| 3     | USA  | Sheila Young         | 1:29,14      |
| 4     | CAN  | Sylvia Burka         | 1:29,47      |
| 5     | FRG  | Monika Holzner-Pflug | 1:29,54      |
| 6     | CAN  | Cathy Priestner      | 1:29,66      |
| 7     | URS  | Ljudmila Titowa      | 1:30,06      |
| 8     | GDR  | Heike Lange          | 1:30,55      |
| 9     | JPN  | Makiko Nagaya        | 1:31,23      |
| 10    | POL  | Erwina Ryś           | 1:31,59      |
|       |      |                      |              |
| 12    | GDR  | Monika Zernicek      | 1:31,69      |
| 21    | GDR  | Ute Dix              | 1:34,14      |

Datum: 7. Februar 1976, 10:20 Uhr 

27 Teilnehmerinnen aus 12 Ländern, davon 26 in der Wertung.

### 1500 m
| Platz | Land | Sportlerin          | Zeit (min)   |
| ----- | ---- | ------------------- | ------------ |
| 1     | URS  | Galina Stepanskaja  | 2:16,58 (OR) |
| 2     | USA  | Sheila Young        | 2:17,06      |
| 3     | URS  | Tatjana Awerina     | 2:17,96      |
| 4     | NOR  | Lisbeth Korsmo-Berg | 2:18,99      |
| 5     | GDR  | Karin Kessow        | 2:19,05      |
| 6     | USA  | Leah Poulos         | 2:19,11      |
| 7     | GDR  | Ines Bautzmann      | 2:19,63      |
| 8     | POL  | Erwina Ryś          | 2:19,69      |
| 9     | CAN  | Sylvia Burka        | 2:19,74      |
| 10    | GDR  | Andrea Mitscherlich | 2:20,05      |

Datum: 5. Februar 1976, 09:50 Uhr 

26 Teilnehmerinnen aus 12 Ländern, alle in der Wertung.

### 3000 m
| Platz | Land | Sportlerin           | Zeit (min)   |
| ----- | ---- | -------------------- | ------------ |
| 1     | URS  | Tatjana Awerina      | 4:45,19 (OR) |
| 2     | GDR  | Andrea Mitscherlich  | 4:45,23      |
| 3     | NOR  | Lisbeth Korsmo-Berg  | 4:45,24      |
| 4     | GDR  | Karin Kessow         | 4:45,60      |
| 5     | GDR  | Ines Bautzmann       | 4:46,67      |
| 6     | SWE  | Sylvia Filipsson     | 4:48,15      |
| 7     | USA  | Nancy Swider-Peltz   | 4:48,46      |
| 8     | CAN  | Sylvia Burka         | 4:49,04      |
| 9     | NED  | Sijtje van der Lende | 4:50,86      |
| 10    | POL  | Erwina Ryś           | 4:50,95      |

Datum: 8. Februar 1976, 09:30 Uhr 

26 Teilnehmerinnen aus 12 Ländern, alle in der Wertung.